# لوبچ ماوه
لوبچ ماوه (به لاتین: Lubcz Mały) یک روستا در لهستان است که در گمینا کژژ ویلکوپولسکی واقع شده‌است.